# Stekene
Stekene és un municipi belga de la província de Flandes Oriental a la regió de Flandes.

## Seccions
| #                | Nom                                                   | Extensió | Població |
| ---------------- | ----------------------------------------------------- | -------- | -------- |
| I (III) (IV) (V) | Stekene -Stekene -Klein-Sinaai -Hellestraat -Koewacht |          |          |
| II               | Kemzeke                                               |          |          |

## Situació
- a. Sint-Gillis-Waas
- b. Sint-Pauwels (Sint-Gillis-Waas)
- c. Sinaai (Sint-Niklaas)
- d. Moerbeke